# Mikołaj Zakrzewski
Mikołaj Zakrzewski herbu Wyskota (zm. przed 6 sierpnia 1681) – kasztelan śremski w 1676 roku, podczaszy kaliski w latach 1669–1676.
Jako senator brał udział w sejmie zwyczajnym 1681 roku.